# Dragoner-Regiment „Königin Olga“ (1. Württembergisches) Nr. 25
Das Dragonerregiment „Königin Olga“ (1. württembergisches) Nr. 25 war von 1806 (1813) bis 1919 ein Regiment des württembergischen Heeres. In ihrem letzten Stationierungsort Ludwigsburg wurden sie in der Umgangssprache auch die weißen Dragoner genannt.

## Geschichte

### Name
Das Leib-Chevauxlegers-Regiment wurde 1806 mit vier Eskadronen aufgestellt und 1811 umbenannt in Leib-Chevaulegers-Regiment Nr. 2. Das Regiment hatte 1813 zur Brigade Normann gehört. Bei der Rückkehr nach Ludwigsburg am 19. November 1813 wurde der Kommandeur entlassen und das Regiment erhielt am 17. November 1813 den neuen Namen Jäger-Regiment Nr. 4 Prinz Adam. Bei der Neuorganisation des Heeres erhielt das Regiment am 31. März 1817 den Namen 4. Reiter-Regiment.

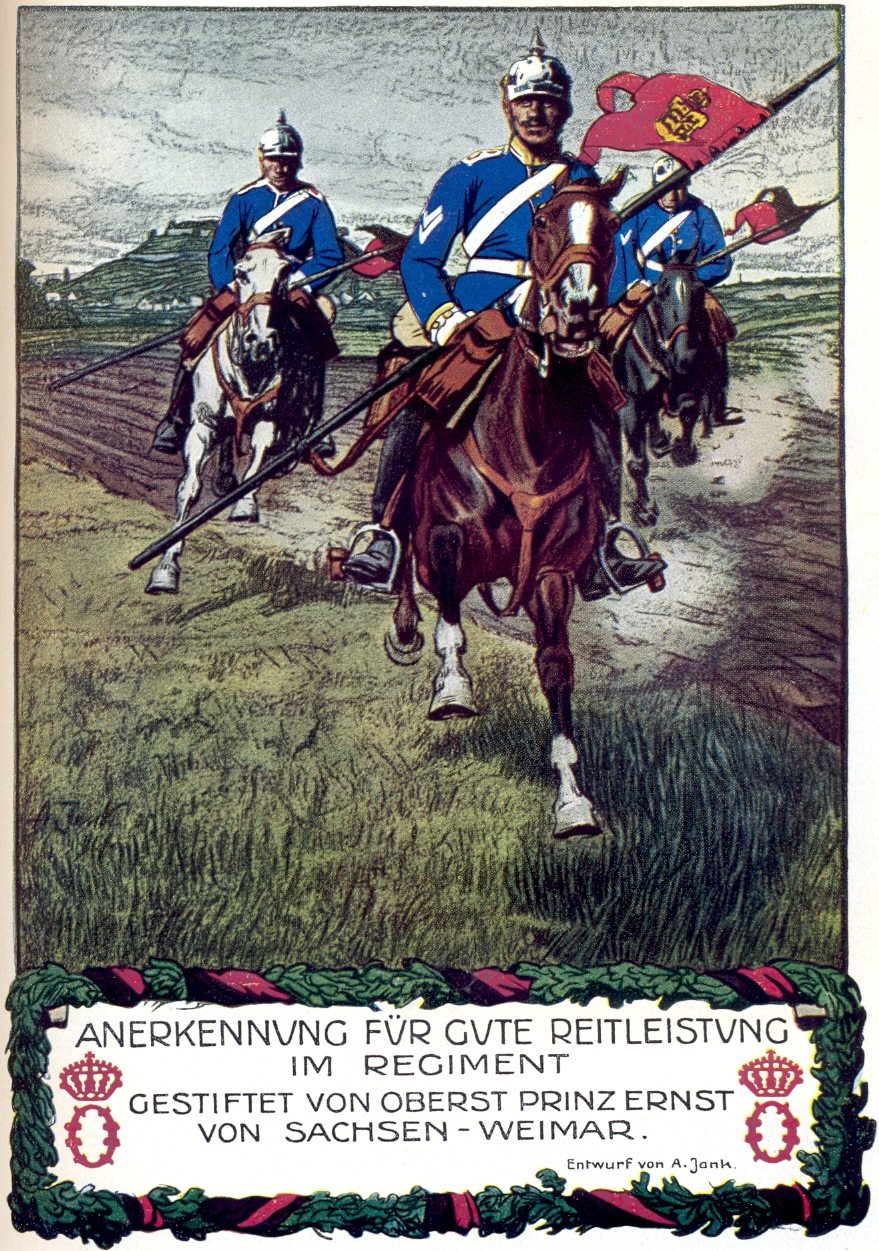
Urkunde des Dragoner-Regiments Königin Olga (1. Württ.) Nr. 25

Durch einen Erlass König Karls vom 19. Dezember 1864 wurde an die frühere Tradition angeknüpft und so die Namen einiger Regimenter erweitert, das Regiment erhielt den Zusatz 4. Reiter-Regiment Königin Olga. 1870 wurde es umbenannt in 1. Dragoner-Regiment Königin Olga und am 2. Oktober 1871 in 1. Württembergisches Dragoner-Regiment Königin Olga Am 18. Dezember 1871 erhielten alle württembergischen Regimenter zusätzliche Nummern. Diese entsprachen der fortlaufenden Nummerierung aller Regimenter des deutschen Bundesheeres, unabhängig von ihrer Zugehörigkeit zu einem der Kontingente, das Regiment erhielt die Nummer 25 1. Württembergisches Dragoner-Regiment Königin Olga Nr. 25. Alle württembergischen Truppenteile erhielten am 14. Dezember 1874 die Namen in der endgültigen Schreibweise und Nummerierung: Dragonerregiment „Königin Olga“ (1. württembergisches) Nr. 25.
Das Regiment wurde zum 1. Mai 1919 aufgelöst.
Die Tradition des Regiments übernahm in der Reichswehr die 1. (württembergische) Eskadron des 18. Reiter-Regiments.

### Garnisonen
- 1813 Ludwigsburg
- 1814 Kirchheim (im Schloss Stab und 2 Eskadronen), und Nürtingen (Kaserne, später Gasthaus zum Stern, 2 Eskadronen)
- 1815 Besatzung in Frankreich (Lauterburg)
- 1818 Ulm Zeughaus-Kaserne
- 1833 Ludwigsburg
- 1838 Esslingen am Neckar
- 1845 Stuttgart, Reiterkaserne (auf dem Gelände des späteren Güterbahnhofs)
- 1852–1919 Ludwigsburg, Kaserne am Arsenalplatz, Reiterkaserne am Karlsplatz (heute Hochbauamt), 1906 Königin Olga-Kaserne

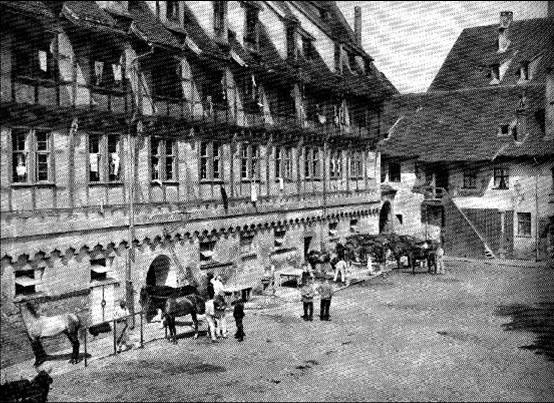
Ehemalige Zeughaus-Kaserne in Ulm
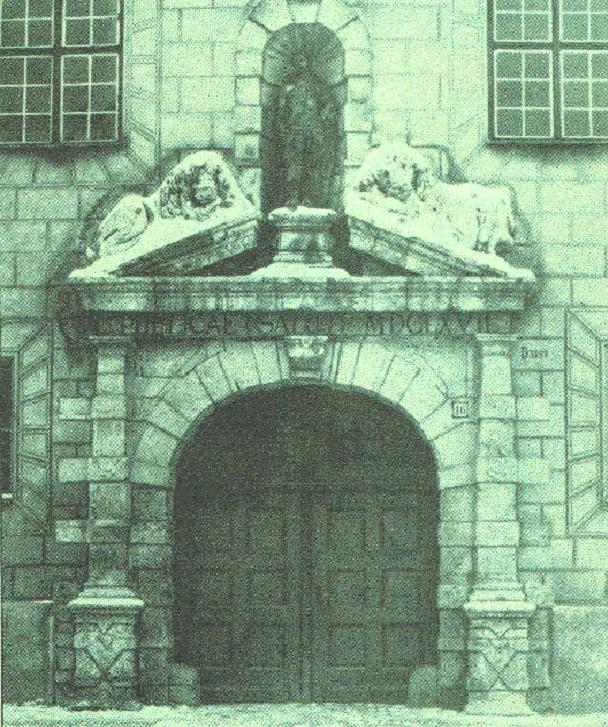
Ehemalige Zeughaus-Kaserne in Ulm, Löwentor
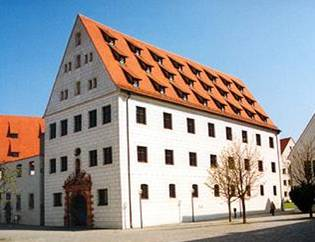
Ehemalige Zeughaus-Kaserne in Ulm heute
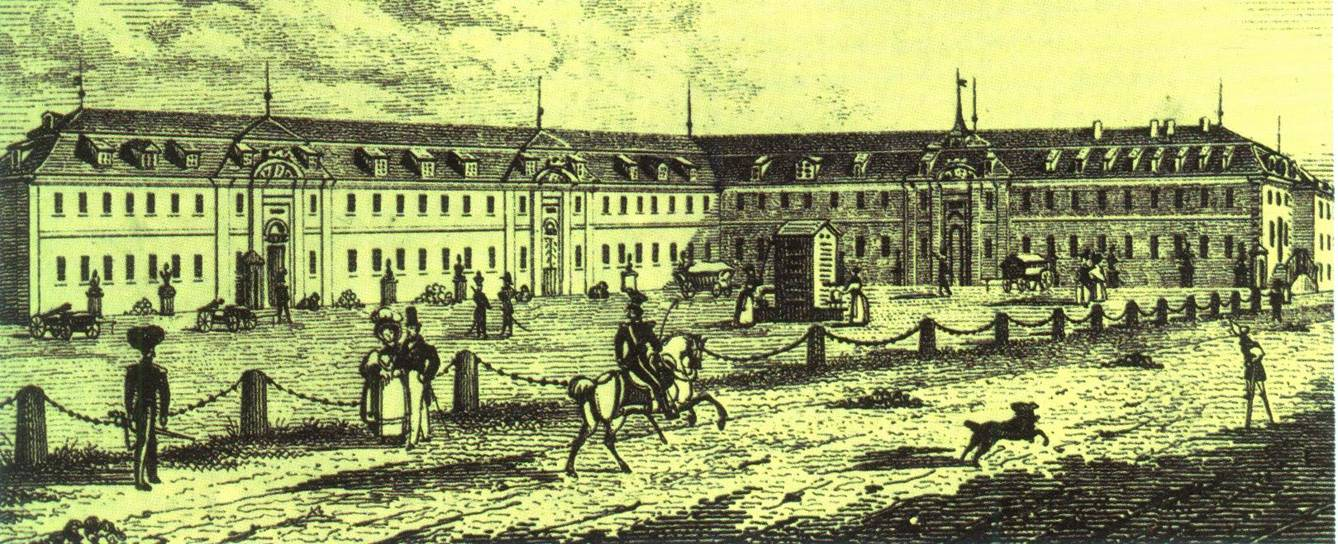
Ludwigsburg: Ehemalige Kaserne am Arsenal-Platz
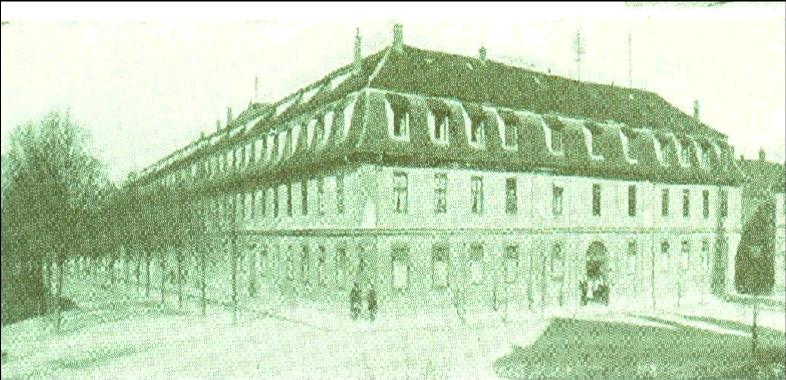
Ehemalige Reiter-Kaserne in Ludwigsburg
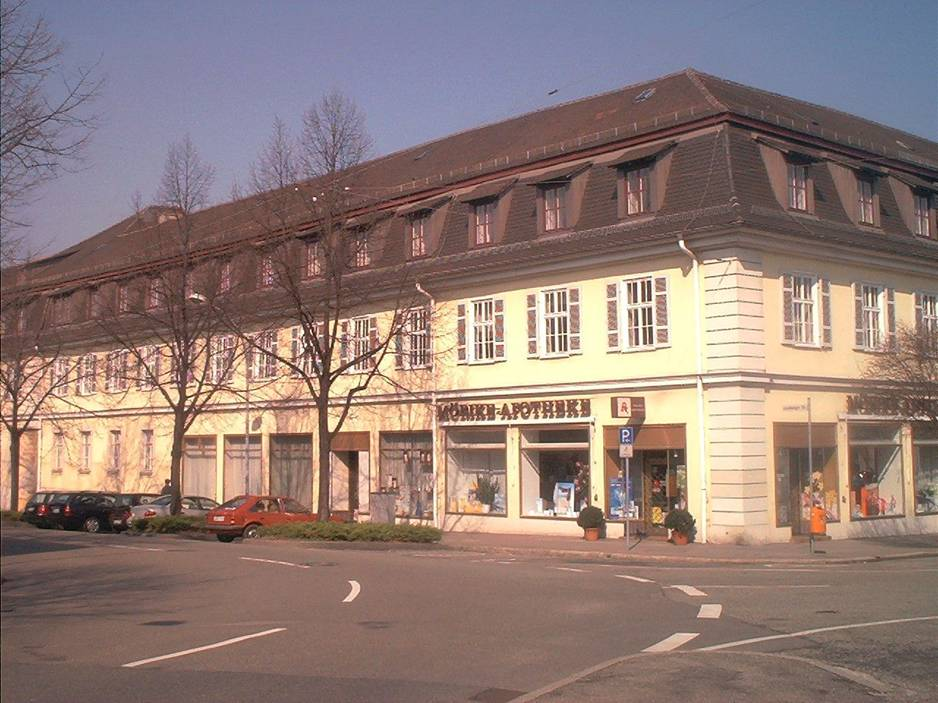
Ehemalige Reiter-Kaserne in Ludwigsburg heute
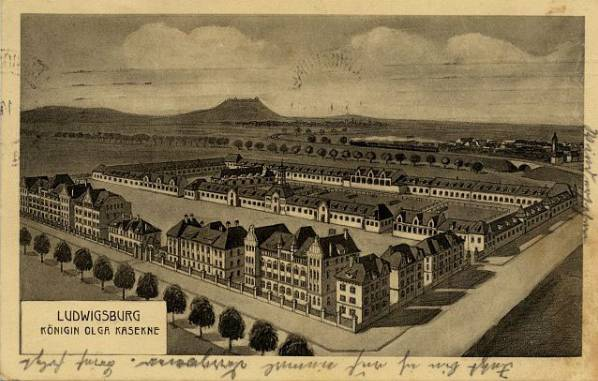
Ehemalige Königin-Olga-Kaserne in Ludwigsburg
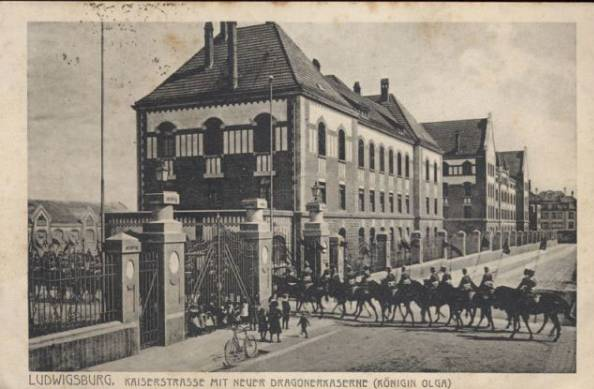
Ehemalige Königin-Olga-Kaserne in Ludwigsburg

### Teilnahme an Gefechten und Kampfhandlungen
- 1805 mit Frankreich gegen Österreich, Stärke 19 Offiziere, 5 Chirurgen, 28 Unteroffiziere, 336 Chevaulegers, 9 Trompeter, 5 Schmiede, 1 Profoß, 1 Fahnensattler, 1 Büchsenmacher, 320 Pferde in 4 Eskadronen. Keine Kampfhandlungen.
- 1807 mit Frankreich in der württembergischen Kavallerie-Brigade unter Graf Montbrun gegen Preußen, Stärke 15 Offiziere, 477 Unteroffiziere und Chevaulegers sowie 421 Pferde in 4 Eskadronen. Kämpfe vor Glogau, Breslau, Schweidnitz, Neiße, Attacken bei Strehlen, Stephansdorf und Heilsberg. Als Ersatz wurden 2 Offiziere, 179 Unteroffiziere und Chevaulegers sowie 153 Pferde nachgeführt. Gesamtverluste 25 Gefallene, 13 Verstorbene, 69 Verwundete (darunter auch der Kommandeur), 3, Vermisste, 8 desertiert.
- 1809 mit Frankreich im VIII. Armee-Korps Vandamme, Stärke 22 Offiziere, 574 Unteroffiziere und Chevaulegers sowie 511 Pferde in 4 Eskadronen. Kämpfe bei Riedau, Abensberg, Landshut, Eggmül und Regensburg. Verluste unbekannt.
- 1812 Russlandfeldzug 1812 mit Frankreich im II. Armee-Korps Ney, Stärke 22 Offiziere, 580 Unteroffiziere und Chevaulegers sowie 519 Pferde in 5 Eskadronen. Stärke am 15. September 1812 7 Offiziere und 120 Unteroffiziere und Chevaulegers, am 15. September laut Rapport 6 Offiziere, 16 Unteroffiziere, 64 Chevaulegers, 3 Ärzte, 6 Trompeter, 7 Trainsoldaten, 10 Burschen sowie 105 Pferde, im Lazarett 8 Offiziere (darunter der Kommandeur) und 173 Unteroffiziere und Chevaulegers, kommandiert 2 Offiziere, 23 Unteroffiziere und Chevaulegers, 19 Pferde. Am 24. Oktober 1812 wurden beide Chevaulegers-Regimenter zu einer Eskadron (unter dem Kommandeur des 1. Regiments Oberst von Palm) zusammengefasst: 1. Zug Regiment Nr. 1, 2. Zug Regiment Rr. 2, 3. Zug 10 Offiziere beider Regimenter. Ende Dezember 1812 sammelten sich in Marienwerder noch 17 Offiziere, 1 Arzt, 2 Wachtmeister, 7 Unteroffiziere, 3 Trompeter, 36 Chevaulegers.
- 1813 in der Brigade Normann, Stärke 22 Offizier, rund 600 Unteroffiziere und Chevaulegers, Verluste unbekannt.
- 1814 gegen Frankreich mit der Hauptarmee in der 2. Brigade (von Jett) der Kavallerie-Division (Prinz Adam), IV. Armee-Korps (Kronprinz Wilhelm von Württemberg), Stärke 21 Offiziere[A 2] und rund 500 Unteroffiziere und Jäger. Einsätze bei Neu-Breisach, Chaumont, Brienne, Montereau, Arcis-sur-Aube und Fère-Champenoise (Verluste: 6 Gefallene, 1 Verstorbener, 25 Verwundete, 2 Vermisste sowie 16 tote, 28 verwundete, 2 vermisste Pferde). Gesamtverluste unbekannt.
- 1815 im Herbst gegen Frankreich im III. Korps der Oberrhein-Armee wieder in der Brigade von Jett der Kavallerie-Division Prinz Adam, Stärke 25 Offiziere[A 3], 580 Unteroffiziere und Jäger sowie 519 Dienstpferde. Kämpfe bei Saarburg i. L., Hagenau, vor Straßburg, Attacke bei Suffelweyersheim (Verluste 49 Verwundete, 8 Vermisste). Gesamtverluste unbekannt.
- 1847 bis 1849 war das Regiment bei den Maikrawallen 1847 zur Wiederherstellung der Ordnung in seiner Garnison Stuttgart eingesetzt. Im September 1848 bezogen zwei Eskadronen Vorpostenstellungen bei Plieningen, die 3. Eskadron wurde mit dem 4. Infanterie-Regiment und einer Batterie nach Rottweil verlegt. Nach Ausbruch der Badischen Revolution wurde das Regiment in einer gemischten Brigade[A 4] in den Raum Knittlingen – Illingen[3] gesandt. Von dort verlegten zwei Eskadronen nach Heilbronn, um die Bürgerwehr zu entwaffnen, die beiden anderen Eskadronen kamen zum Beobachtungs-Korps.
- 1866 gegen Preußen bei der Reserve-Kavallerie des VIII. Bundes-Korps, Stärke 21 Offiziere 583 Unteroffiziere und Reiter, 592 Reit- und 30 Zugpferde, dazu die dem Regiment unterstellte 3. Eskadron des 2. Reiter-Regiments[A 5]. Eingesetzt bei der Kavallerie-Reserve des VIII. Korps des Deutschen Bundes war das Regiment ab 18. Juni in Offenbach am Main, ab 21. Juni in Vilbel, ab 25. Juni im Raum Friedberg stationiert. Am 29. Juni wurde das Regiment aufgeteilt: 1. bis 3. Eskadron marschierten mit der Hauptmacht nach Heblos (3. Juli), die 4. Und 5. Eskadron mit der Brigade Fischer bis Herbstein (5. Juli). Danach marschierte das Regiment, seit 12. Juli wieder vereint, mit der 3. Brigade der württembergischen Division aus dem Raum westlich Frankfurt nach Südwesten zurück. Am 24. Juli unternahm Regimentskommandeur von Gukelen vormittags mit der 2. und 3. Eskadron einen Aufklärungsritt über Hardheim hinaus, musste aber vor überlegenen preußischen Truppen zurückgehen (Verluste 1 Verwundeter, 3 Gefangene, 8 Vermisste, 1 totes, 3 verwundete und 7 vermisste Pferde). Am Gefecht um Tauberbischofsheim war das Regiment, in Stellung bei Großrinderfeld, nicht direkt beteiligt und ging mit dem Korps auf Würzburg zurück. Nach dem Waffenstillstand am 1. August kehrte das Regiment über Gaukönigshofen, Rothenburg ob der Tauber, Langensteinbach nach Stuttgart (Ankunft 16. August) zurück. Gesamtverluste 5 Gefallene, 4 Gefangene, 4 Vermisste.[A 6]

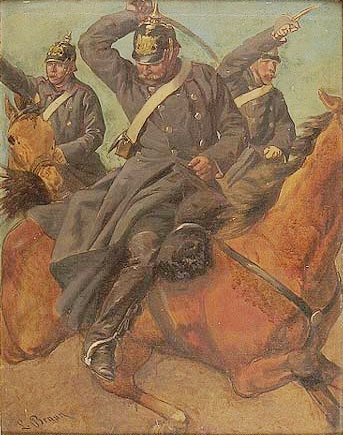
Louis Braun Württembergische Dragoner (1870).

- 1870/1871 gegen Frankreich. Die württembergische Kavallerie-Brigade wurde vorab bis zum Abschluss der württembergischen Mobilmachung der badischen Division zugeteilt und verlegte am 22. Juli mit 15 Offizieren, 607 Unteroffizieren und Mannschaften, 555 Reit- und 28 Zugpferden per Bahn nach Durlach[A 7], vereinigte sich am 25. Juli bei Rastatt, wo auch die noch fehlenden 85 Mann und 76 Pferde eintrafen, mit dem 1. Reiter-Regiment (4 Schwadronen) und dem 3. Reiter-Regiment (2 Schwadronen) zur württembergischen Kavallerie-Brigade unter Generalmajor Graf von Scheler und war bis 29. Juli im Vorpostendienst am Rhein im Raum Muggensturm eingesetzt. Ab 31. Juli gehörte die Brigade wieder zur württembergischen Felddivision, die wiederum ab dem 2. August zum Korps Werder gehörte. Die Division überschritt am 4. August über eine Schiffsbrücke den Rhein bei Maxau und betrat am darauffolgenden Tag oberhalb Lauterburg französischen Boden. Es war am 6. August in der Schlacht bei Wörth eingesetzt. Mit der württembergischen Felddivision ab 7. August beim V. (preuß.) Armee-Korps kam das Regiment am 1. September bei Mézières ins Gefecht. Am 4. September kam das Regiment zur 1. Feldbrigade (Generalmajor Frhr. von Reitzenstein) und blieb dort bis Kriegsende. Während der Belagerung von Paris stand das Regiment bei Villiers-sur-Marne – Champigny-sur-Marne – Noisy-le-Grand. Während der Schlacht bei Villiers stand das Regiment in Reserve. Nach dem Vorfrieden von Versailles 1871 verlegte die Division in die Champagne, das Regiment ab 13. März in Quartiere in und bei Châlons-en-Champagne, und marschierte ab 31. Mai nach Württemberg zurück. Am 28. Juni wurde die Felddivision aufgelöst und das Regiment kehrte am 29. Juni in seine Garnison Ludwigsburg zurück. Verluste: 3 Gefallene und 6 Verwundete.
- 1900 am zweiten internationalen Expeditionskorps in China nahmen 7 Unteroffiziere und 14 Dragoner teil, keine Verluste.
- 1904/1906 am Kampf gegen die Herero nahmen 2 Offiziere, 4 Unteroffiziere und 14 Dragoner teil. Verluste: 3 Gefallene, 3 Verstorbene, 3 Verwundete.
- 1914/1918 Mit der Mobilmachung zum Ersten Weltkrieg kam das Regiment zur 26. Kavallerie-Brigade (Generalmajor Robert Herzog von Württemberg), 7. Preußische Kavallerie-Division bei der 6. Armee, die im August 1914 in Saarlouis aufgestellt wurde. Die Stärke nach der Mobilmachung betrug 37 Offiziere, 2 Ärzte, 1 Veterinär, 1 Zahlmeister, 683 Unteroffiziere und Mannschaften, 786 Pferde und 19 Fahrzeuge[A 8]. Die Einsätze des Regiments sind bei der Division beschrieben.
Am 23. Oktober 1914 wurden die Schützen des Regiments erstmals zu einer Eskadron zusammengestellt und eingesetzt.

Bei seiner Rückkehr am 30. November 1918 hatte das Regiment noch eine Stärke von 8 Offizieren und 262 Unteroffizieren und Mannschaften. Verluste: 261 Gefallene (zum Teil bei der Infanterie und den Fliegertruppen).

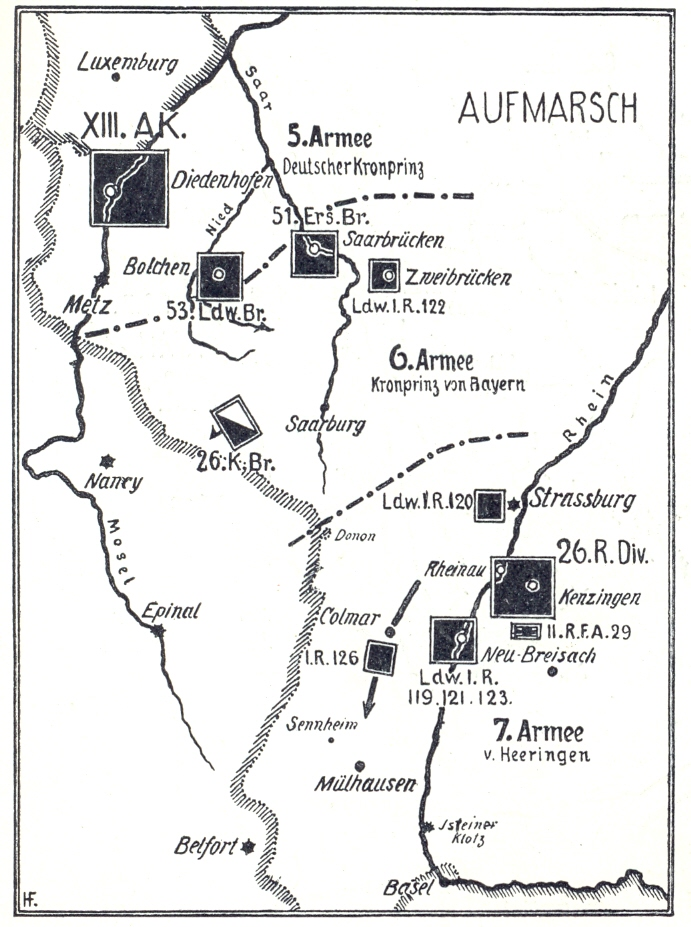
Aufmarsch 1914
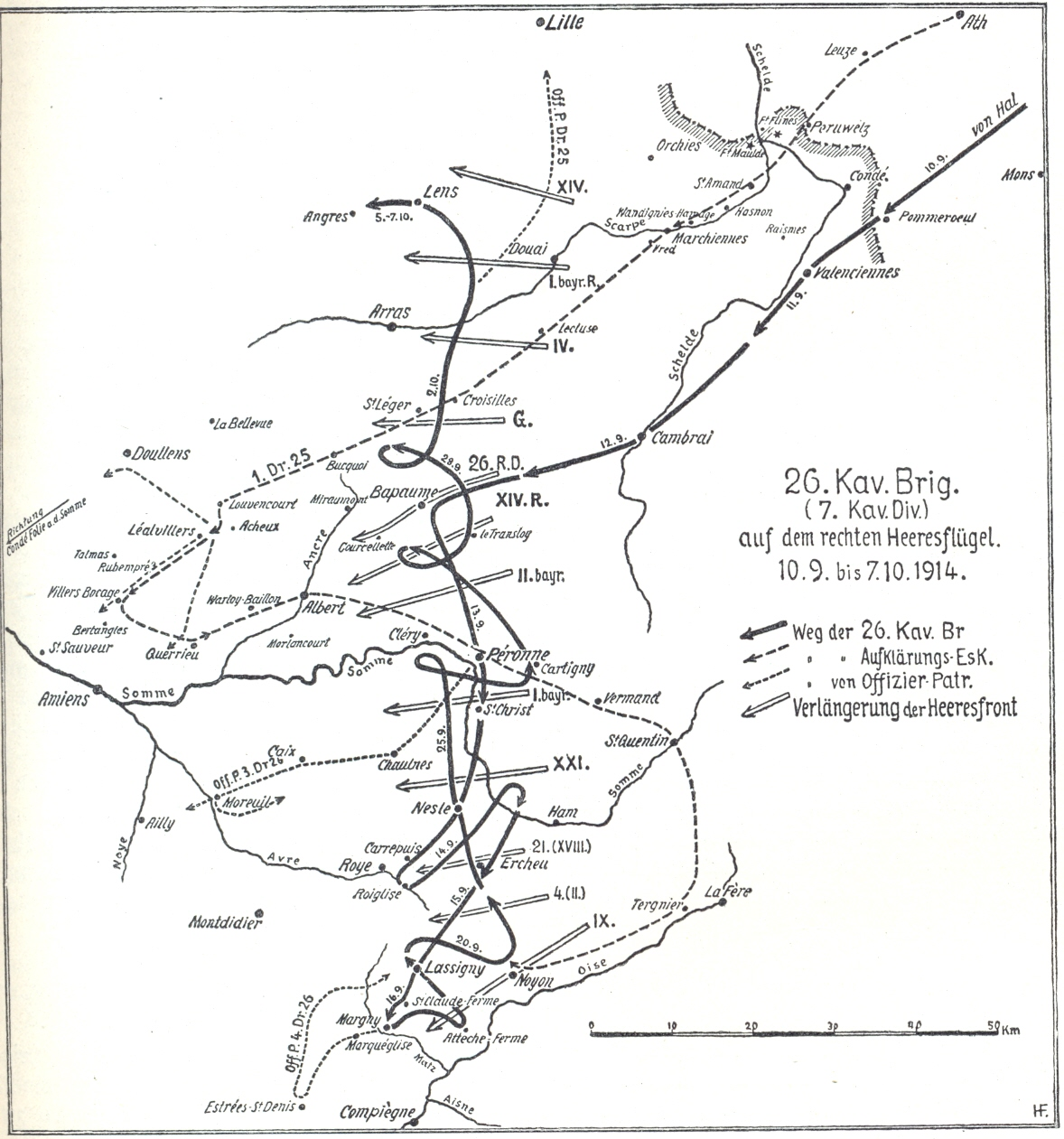
26. Kavallerie-Brigade August/September 1914
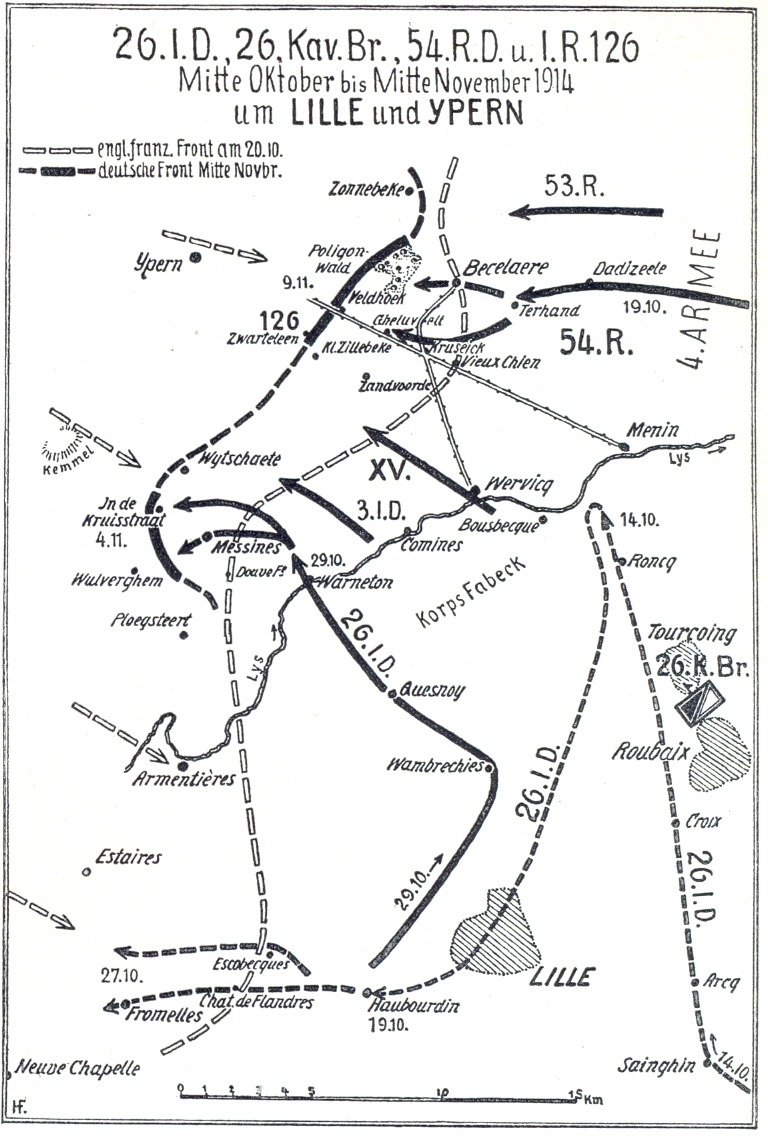
26. Kavallerie-Brigade Oktober/November 1914
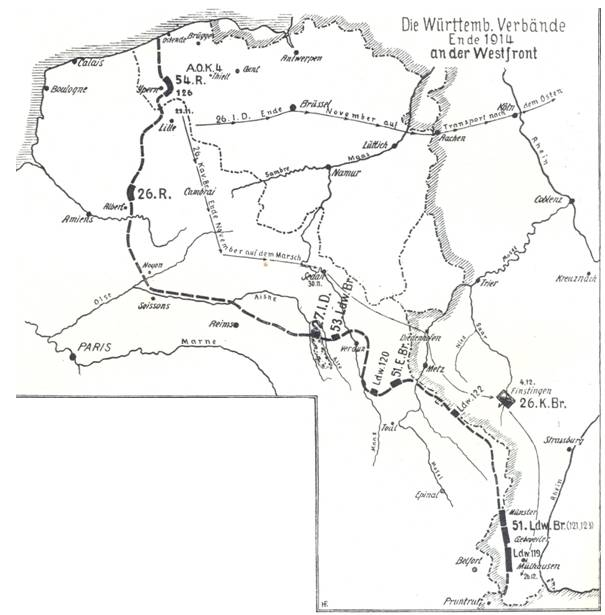
26. Kavallerie-Brigade Ende 1914
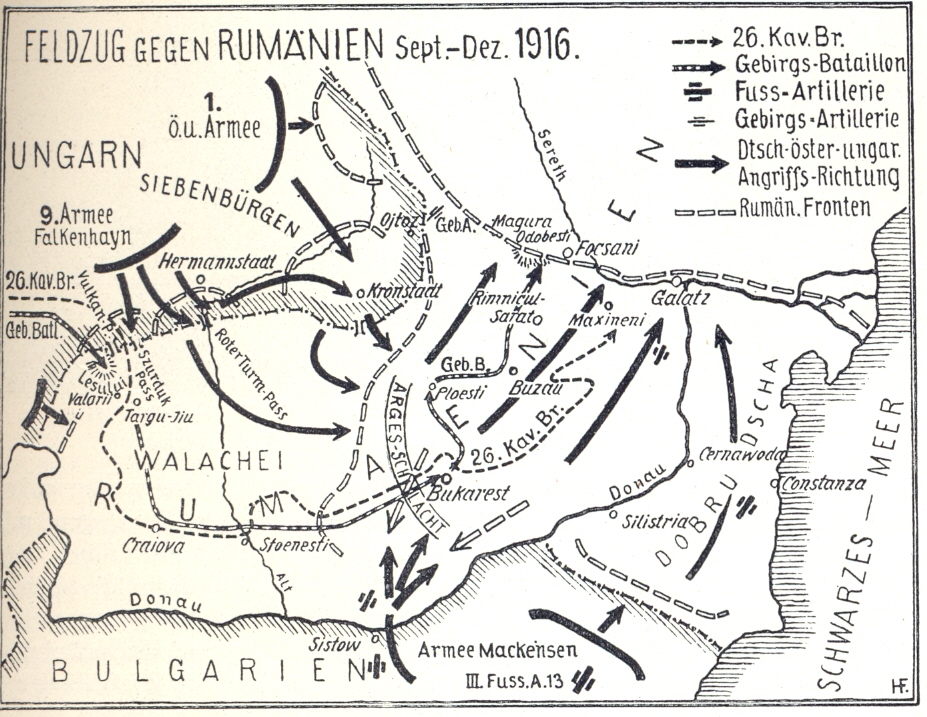
26. Kavallerie-Brigade 1916 in Rumänien
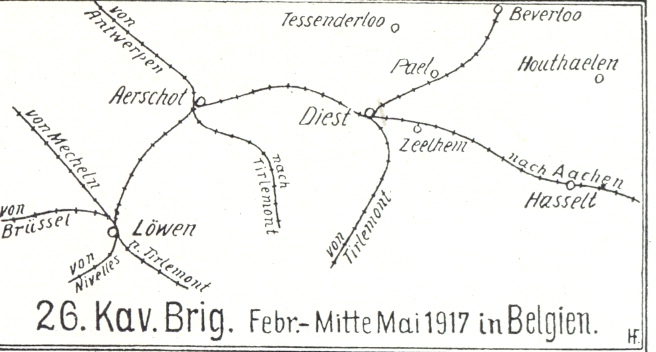
26. Kavallerie-Brigade 1917 in Belgien
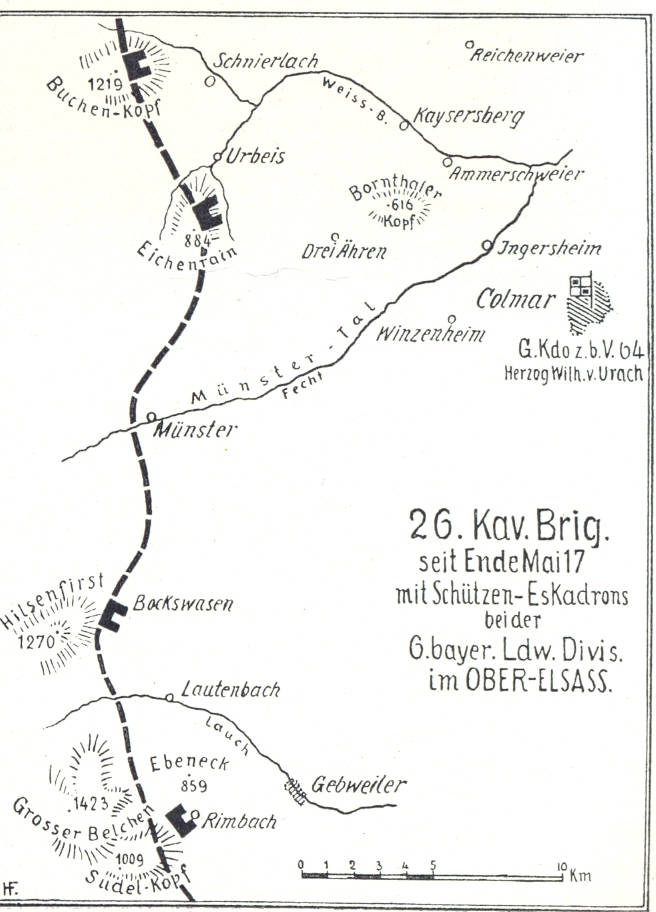
Schützeneskadronen der 26. Kavallerie-Brigade 1917 im Oberelsass
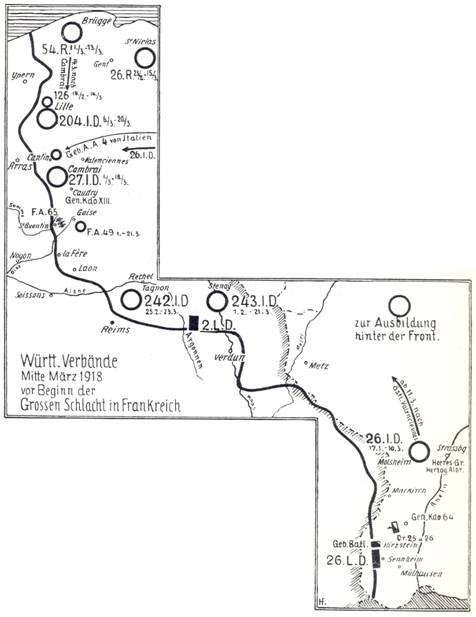
Schützeneskadronen der 26. Kavallerie-Brigade Ende 1917
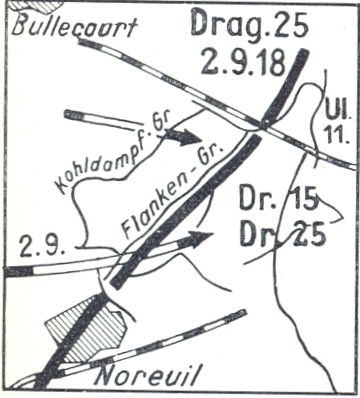
Dragonerregiment Nr. 25 August 1918
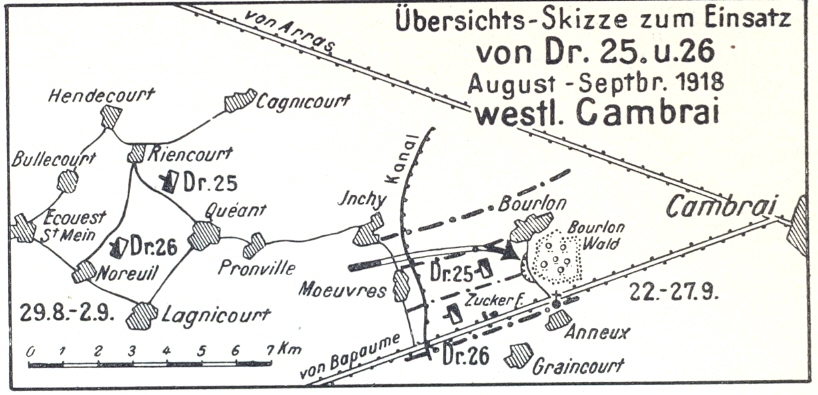
Dragonerregiment Nr. 25 August 1918
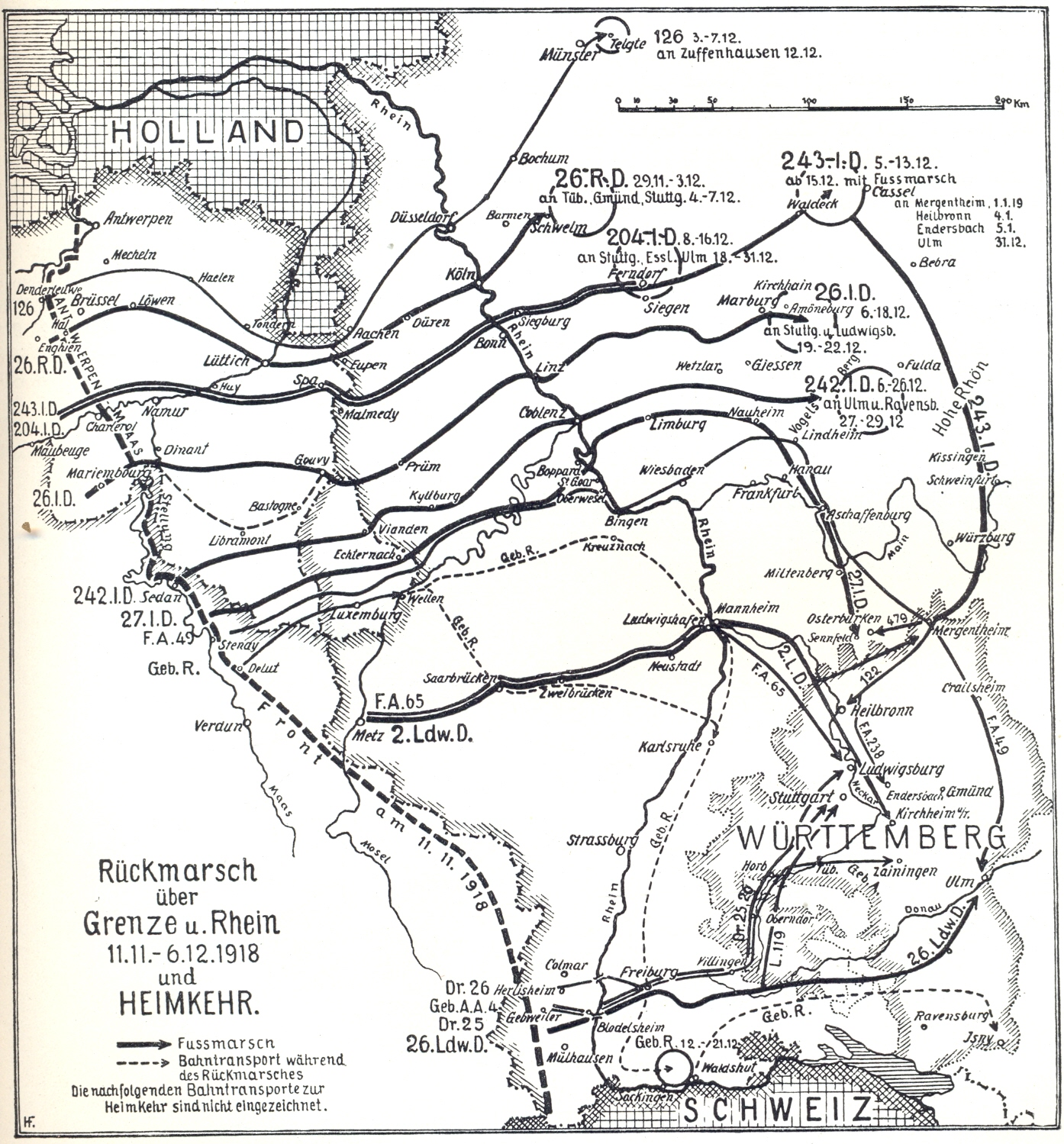
Schützeneskadronen der 26. Kavallerie-Brigade Rückmarsch 1918

## Auftrag
Der Auftrag des Regiments war die Ausbildung der Soldaten zur Aufklärung (Patrouillendienst), Flankensicherung und als Meldereiter sowie die weitere Ausbildung der Remonten.

## Organisation

### Verbandszugehörigkeit
Bis 1816 gab es in Württemberg im Frieden keine Großverbände. Solche wurden nur für einzelne Feldzüge zusammengestellt.
Mit der grundlegenden Neuorganisation 1817 wurde das württembergische Heer erstmals auch im Frieden in Großverbände gegliedert. Die Reiterei wurde in eine Division mit zwei Brigaden gegliedert, mit dem 1. Reiter-Regiment bildete das Regiment die I. Brigade. Von 1833 bis 1842 gehörte das Regiment zur II. Brigade. Im Juli 1849 fiel die Division weg, die Reiter-Regimenter wurden in einer Brigade zusammengefasst. Am 13. September 1852 wurde diese Brigade wieder in Division umbenannt. Von 1871 bis 1914 gehörte das Regiment zur 26. Kavallerie-Brigade (1. Königlich Württembergische) in Stuttgart, (26. Division (1. Königlich Württembergische), XIII. (Königlich Württembergisches) Armee-Korps, 5. Armee).
Zu Beginn des Ersten Weltkrieges wurde die Friedensgliederung aufgelöst und das Regiment mit vier Feldeskadronen der 26. Kavallerie-Brigade in der 7. Kavallerie-Division unterstellt.

### Gliederung

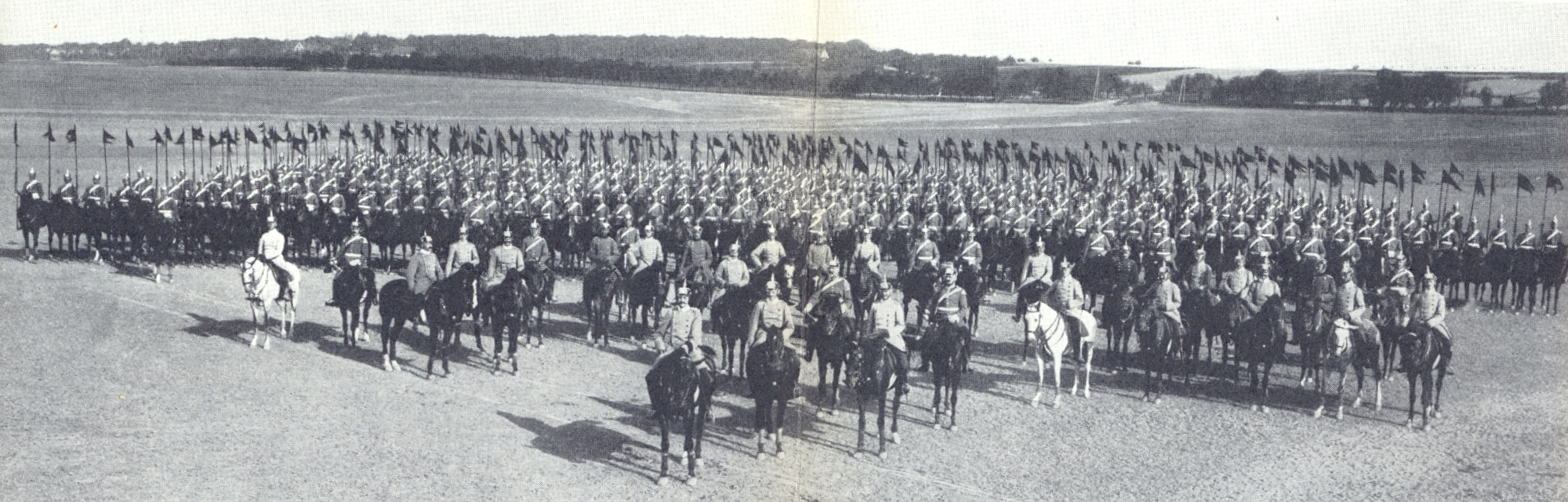
Dragoner-Regiment Königin Olga (1. Württ.) Nr. 25

Das Regiment gliederte sich ab seiner Aufstellung in 4 Eskadronen, am 13. Juli 1807 kam eine 5. Eskadron dazu.
1820 betrug die Friedensstärke des Regiments 17 Offiziere, 67 Unteroffiziere, 264 Reiter und 2 Non-Combatanten sowie 345 Reitpferde in vier Eskadronen. Um es auf die volle Kriegsstärke zu bringen, hätten 8 Offiziere, 54 Unteroffiziere (darunter 10 Ärzte), 381 Mannschaften (darunter 64 Schützen mit einer besonderen Ausbildung), 5 Fahrer aus dem Urlaub zurückgerufen bzw. Reservisten oder Rekruten einberufen und ausgebildet sowie 462 Reitpferde beschafft und ausgebildet werden müssen.
Bei der Mobilmachung 1914 gliederte sich das Regiment um
1. Eskadron wurde 1. Feld-Eskadron
2. Eskadron wurde Ersatz-Eskadron
3. Eskadron wurde 2. Feld-Eskadron
4. Eskadron wurde 3. Feld-Eskadron
5. Eskadron wurde 4. Feld-Eskadron
Die Stärke nach der Mobilmachung 1914 betrug 37 Offiziere, 2 Ärzte, 1 Veterinär, 1 Zahlmeister, 683 Unteroffiziere und Mannschaften, 786 Pferde und 19 Fahrzeuge. Am 30. November 1918 betrug die Stärke noch 8 Offiziere und 262 Unteroffiziere und Mannschaften.

### Kommandeure
| Nr. | Dienstgrad                                                | Name                                                 | Beginn der Berufung                                              | Bemerkung |
| --- | --------------------------------------------------------- | ---------------------------------------------------- | ---------------------------------------------------------------- | --- |
| 1.  |                                                           | Frhr. von Hayn                                       | 6. Oktober 1805                                                  | |
| 2.  |                                                           | de l’Estocq                                          | 26. August 1806                                                  | |
| 3.  |                                                           | Frhr. von Röder                                      | 26. September 1807                                               | |
| 4.  |                                                           | von Wambold                                          | 20. August 1808                                                  | |
| 5.  |                                                           | von Walsleben                                        | 24. Januar 1809                                                  | |
| 6.  | Oberst                                                    | Karl Graf von Normann-Ehrenfels                      | 16. Dezember 1810                                                | 1813 Kommandeur der Brigade Normann |
| 7.  |                                                           | Prinz Friedrich von Oettingen-Wallerstein            | 21. Mai 1813                                                     | |
| 8.  |                                                           | Ludwig Frhr. von Gaisberg                            | 17. November 1813                                                | anschließend wieder Kommandeur 2. Reiter-Regiment 8. Mai 1828 Kommandeur 2. Reiter-Brigade 1. Mai 1848 Abschied |
| 9.  | Major 2. Februar 1814 Oberstleutnant 11. Juni 1815 Oberst | Karl Albrecht von Reinhardt                          | 9. Dezember 1813                                                 | anschließend Kommandeur 1. Reiter-Regiment |
| 10. | Oberst                                                    | Johann August Wilhelm von Milkau                     | 31. Dezember 1819                                                | 23. März 1821 Kommandeur Ehren-Invaliden-Corps † 1. Februar 1849 auf Comburg |
| 11. | Oberst und Adjutant des Königs                            | Georg Graf von Sontheim                              | 23. März 1821                                                    | 1. Januar 1826 Generalmajor und Kommandeur 1. Reiter-Brigade 15. September 1842 Generalleutnant und Gouverneur der Bundesfestung Ulm 5. Oktober 1857 Abschied |
| 12. | Oberst                                                    | Ludwig August von Bassewitz                          | 1. Januar 1826                                                   | 25. März 1828 Abschied |
| 13. | Oberst                                                    | Ludwig Wilhelm Graf von Grävenitz                    | 25. März 1828                                                    | † 2. Dezember 1841 |
| 14. | Oberst                                                    | Karl von Finkh                                       | 13. Dezember 1841                                                | 18. Dezember 1848 zum Ehren-Invaliden-Corps |
| 15. | Oberst                                                    | Graf von Linden                                      | 18. Dezember 1848                                                | 5. Januar 1857 als Generalmajor Kommandeur der Reiter-Division |
| 16. | Oberst                                                    | Graf von Scheler                                     | 5. Januar 1857                                                   | 5. März als Generalmajor Kommandeur der Reiter-Division, 2. November 1868 Gouverneur von Stuttgart, während des Feldzugs 1870/1871 Kommandeur der Kavallerie-Brigade, 25. Oktober 1871 Charakter als Generalleutnant, † 29. März 1887 |
| 17. | Oberst                                                    | Gustav Philipp von Gukelen                           | 5. März 1866                                                     | 18. Juni 1868 Abschied |
| 18. | Oberst                                                    | August Graf von Normann-Ehrenfeld                    | 14. Juli 1868                                                    | 11. Dezember 1871 zu den Offizieren der Armee versetzt, 20. Mai 1872 mit der Uniform des Regiments zur Disposition gestellt, † 16. Januar 1893 |
|     | Major                                                     | Karl August Frhr. von Röder                          | 8. Mai 1871 Führer des Regiments                                 | |
| 19. | (Kgl. preuß.) Oberst                                      | Ferdinand Heinrich von Massow                        | 18. Dezember 1871                                                | 30. November 1874 Kommandeur der 27. Kavallerie-Brigade |
| 20. | Oberstleutnant                                            | Karl August Frhr. von Röder                          | 13. September 1872 Führer des Regiments 3. März 1873 Kommandeur  | 25. September 1874 Abschied, † 20. Juli 1889 |
| 21. | Major 1. März 1875 Oberstleutnant 3. März 1879 Oberst     | Wilhelm Friedrich Ludwig von Kurtz                   | 28. September 1874                                               | 1. Januar 1884 Kommandeur 22. Kavallerie-Brigade, 21. Mai 1885 Abschied, † 13. Oktober 1886 |
| 22. | Oberstleutnant 15. März 1887 Oberst                       | Nikolaus Petrus Philomenus von Karaß                 | 11. Januar 1884                                                  | 6. Juli 1888 Abschied, 24. Februar Charakter als Generalmajor, † 15. März 1906 |
| 23. | Oberstleutnant 24. März 1890 Oberst                       | Wilhelm Johann Alfred von Sick                       | 15. Juli 1888                                                    | 27. Januar 1892 Kommandeur der 14. Kavallerie-Brigade, 21. Juni 1896 Generalmajor und Kommandeur der 1. Garde-Kavallerie-Brigade, 27. Januar 1897 Kommandeur der 27. Division (2. Königlich Württembergische), 4. Juni 1899 Gouverneur von Straßburg, 19. September 1901 Charakter als General der Kavallerie, 3. April 1903 Abschied, † 27. Dezember 1906 |
| 24. | Major 29. März 1893 Oberstleutnant 18. April 1896 Oberst  | Eberhard Karl Reinhard von Röder                     | 27. Januar 1892                                                  | 20. Mai 1897 Kommandeur der 27. Kavallerie-Brigade |
| 25. | (Kgl.preuß.) Oberstleutnant                               | Claus von Bredow                                     | 20. Mai 1897 Führer des Regiments 17. Juni 1897 Kommandeur       | 18. August 1901 als Kommandeur der 30. Kavallerie-Brigade nach Preußen zurückversetzt |
| 26. | Oberst                                                    | Prinz Ernst von Sachsen-Weimar-Eisenach              | 18. August 1901 Führer des Regiments 22. April 1902 Kommandeur   | 10. April 1906 Führer der 21. Kavallerie-Brigade, später deren Kommandeur |
| 27. | Oberst                                                    | Herzog Wilhelm Karl von Urach                        | 10. April 1906                                                   | 10. September Kommandeur der 26. Kavallerie-Brigade, 22. März 1910 Generalmajor, 13. September 1913 Generalleutnant, 21. September 1912 Kommandeur der 26. Division |
| 28. | Major 18. August 1908 Oberstleutnant 19. Juli 1911 Oberst | Max Otto Frhr. Thumb von Neuburg                     | 21. Juli 1908                                                    | |
| 29. | Major 1. Oktober 1913 Oberstleutnant                      | Franz Maria Gerold von Gleich                        | 27. Januar 1913 Führer des Regiments 23. Februar 1913 Kommandeur | anschließend des Stabes der Etappenispektion VII |
| 30. | Major Juni 1915 Oberstleutnant                            | Frhr. Hans Wolfgang Capler von Oedheim genannt Bautz | 11. Dezember 1914                                                | gestorben 2. Mai 1917 |
| 31. | Oberstleutnant                                            | Ebner                                                | Mai 1917                                                         | 10. Juli 1918 versetzt zu den Offizieren der Armee |
| 32. | Major                                                     | Landbeck                                             | 10. Juli 1918                                                    | |
|     | Rittmeister                                               | Frhr. von Wöllwarth                                  | Regimentsführer                                                  | |
| 33. | Rittmeister                                               | Karl Jobst                                           | 10. Juli 1918                                                    | |

### Regimentsinhaber und -chefs
Regimentsinhaber
- 6. Oktober 1805 bis 8. November 1813 Kurfürst Friedrich II.
- 17. November 1813 bis 19. November 1816 Prinz Adam Karl Wilhelm von Württemberg

Regimentschefs
- 19. Dezember 1864 bis 30. Oktober 1892 Königin Olga von Württemberg
- 7. September 1909 Kaiser Wilhelm II.

## Bewaffnung und Ausrüstung

### Hauptbewaffnung
Bei der Aufstellung bestand die Bewaffnung aus einer Muskete mit Bajonett, einer langen, mit Messing beschlagene Pistolen und einem krummen Säbel. 1818 erhielten zunächst die Reiter (im Mai nur die im ersten Glied, im November alle) eine Lanze und kurze Karabiner, so dass sie mit Lanze, kurzem Karabiner, Säbel und Pistole bewaffnet waren. Die Schützen hatten keine Lanze, dafür einen langen Karabiner. 1840/41 erhielt die Reiterei die ersten Karabiner mit Perkussionsschlössern und die Pistolen entfielen. Auch wurde von da an jeder Reiter im Plänkler-Dienst ausgebildet.
1868 erhielt die Reiterei einen neuen Säbel, 32 Mann jeder Eskadron erhielten preußische Zündnadelgewehre, die übrigen an Stelle glatter gezogene Perkussionspistolen.
1875 erhielt das Regiment aptierte Chassepotkarabiner, bereits 1877 den Karabiner M 71. 1890 wurde das Regiment mit dem Karabiner 88 und Stahlrohrlanzen ausgerüstet. Ab dem Jahre 1889 erhielt das Regiment den Kavallerie Degen Modell 1889. 1909 wurde der Karabiner 98 eingeführt.

### Sonstige Ausrüstung
Am 15. November 1868 erhielt die Reiterei den Helm nach preußischem Muster.
1890 wurde der Armeesattel an Stelle des bisherigen Bocksattels eingeführt.
1900 wurde ein neuer Kavallerietelegraph eingeführt, der ab 1908 auf einem zweispännigen Wagen in der Gefechtsbagage mitgeführt wurde.
1914 gehörten zur
- Gefechtsbagage

des Regimentsstabs 10 Handpferde, 2 Sanitätspackpferde, 2 Reitpferde der Packpferdeführer, 1 zweispänniger Kavallerie-Sanitäts-Wagen, 2 sechsspännige Kavallerie-Brückenwagen, 1 zweispänniger Fernsprechwagen;
der Eskadron 12 Handpferde;
- Großen Bagage

des Regimentsstabs 1 vierspänniger Stabs-Packwagen, 1 zweispänniger Lebensmittelwagen, 1 vierspänniger Futterwagen;
der Eskadron 1 zweispänniger Eskadrons-Packwagen, 1 zweispänniger Lebensmittelwagen, 1 vierspänniger Futterwagen.
Feldküchen wurden bei der Kavallerie erst 1915 eingeführt.

### Uniform
- 1806: Dunkelblaues Collet mit scharlachroten Rabatten, Kragen und Gürtel, Panzerepauletten aus weißem Metall. Weiße lederne Reithosen. Hohe schwarze Stiefel. Hohes Kaskett aus schwarzem Leder mit weißem Beschlag, schwarzem Kamm mit langem Roßschweif bis auf die Schulter. Weißes Lederzeug.
- 1807: Für die Attacke bei Strehlen am 24. Dezember 1807 erhielt das Regiment vier weiße (Offiziere silberne) Litzen auf den Rabatten und auf dem Kragen.
- 1810: Schwarze, rot eingefasste Rabatte mit zwei Reihen Knöpfen, nur noch eine Litze am Kragen.
- 1816: Grünes Collet mit zwei Reihen Knöpfen, roter Kragen mit weißer Litze, Panzerepauletten, polnische Aufschläge mit roter Biese. Grüne Hosen. Weiße Husarenstiefel mit weißer Borte. Schwarze Stulpenhandschuhe. Schwarz lackierter Tschako mit Beschlag aus Messing. Schwarzes Lederzeug.
- 1816: Königsblaue Kutka ohne Knöpfe, Kragen und Aufschläge blau mit roter Biese, gelbe Panzerepauletten. Lange blaue Hosen. Roter Tschako mit oben blauem Streifen und schwarz-roter Kokarde. Weißes Lederzeug.
- 1844: Hellblaue kurze Jacke mit einer Reihe Köpfe, rote Kragen, Achselklappen und Aufschläge. Lange hellblaue Hosen mit roten Biesen. Roter Tschako mit oben schwarzem Streifen, Schild und Ketten aus Messing und Kokarde. Weißes Lederzeug.
- 1849: Langer hellblauer Waffenrock mit weißem Koppel. Tschako mit fallendem schwarzen Busch.
- 1874: Uniform nach preußischen Normen, jedoch weiterhin (bis 1892) zweireihiger Waffenrock mit gelben Knöpfen und weißen Kragen, Aufschlägen und Vorstößen, auf weißem Feld der rot unterfütterten Epauletten, Achselstücke und Achselklappen der Namenszug „O“, Bandolier und Überschnallkoppel aus weißem Leder (Offiziere golden), dunkelblaumelierte Hosen mit Lederbesatz, hohen Stiefel, Helm mit neusilbernem Beschlag und Wappen und weißem Helmbusch
- 1889 erhielten die Offiziere silberne, Unteroffiziere und Mannschaften weiße Litzen am Kragen und an den Aufschlägen.
- 1890: Namenszug „O“ mit Krone auf den Achselklappen, Schulterstücken und Epauletten.
- Ab 1908 gab es die ersten Garnituren der feldgrauen Uniform.

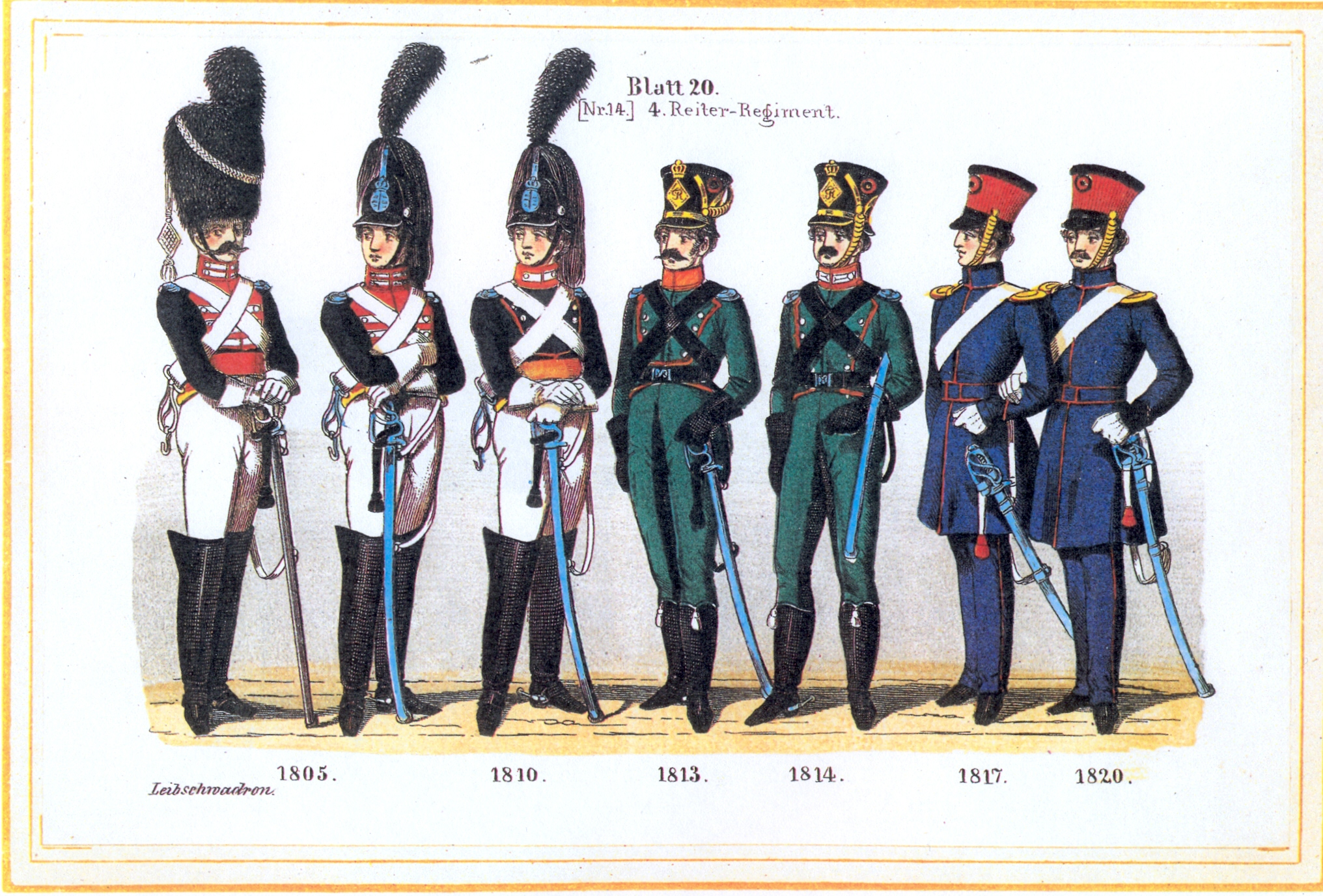
Uniformen 1805 bis 1820
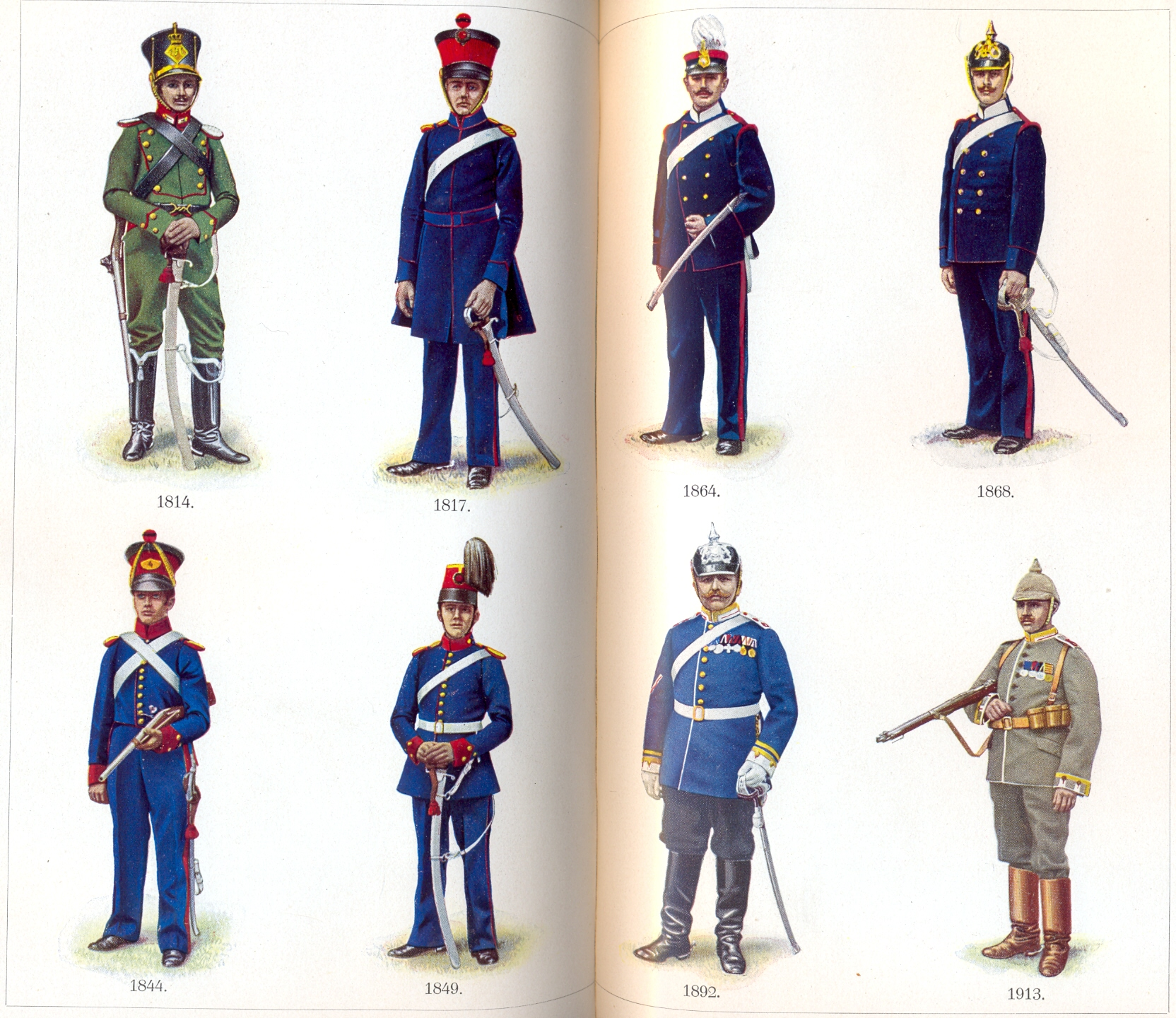
Uniformen 1814 bis 1918
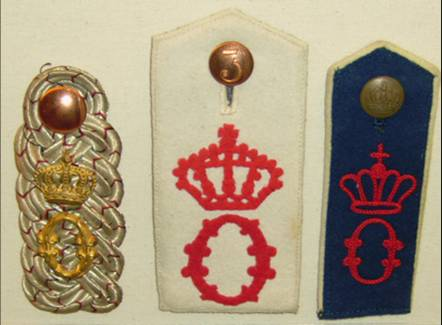
Dienstgradabzeichen des Dragonerregiments Königin Olga (1. württembergisches) Nr. 25
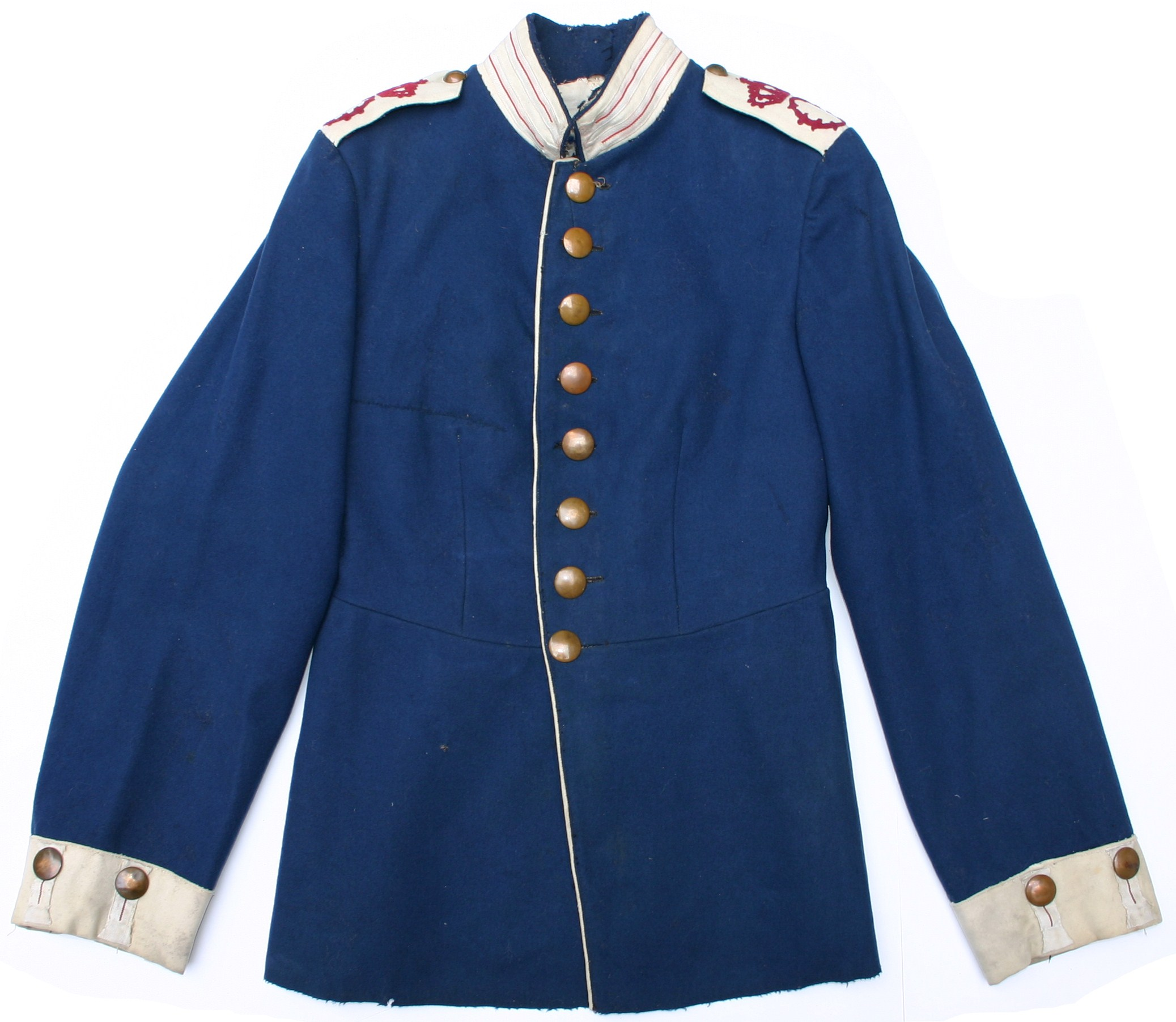
Jacke des Dragonerregiments Königin Olga (1. Württembergisches) Nr. 25
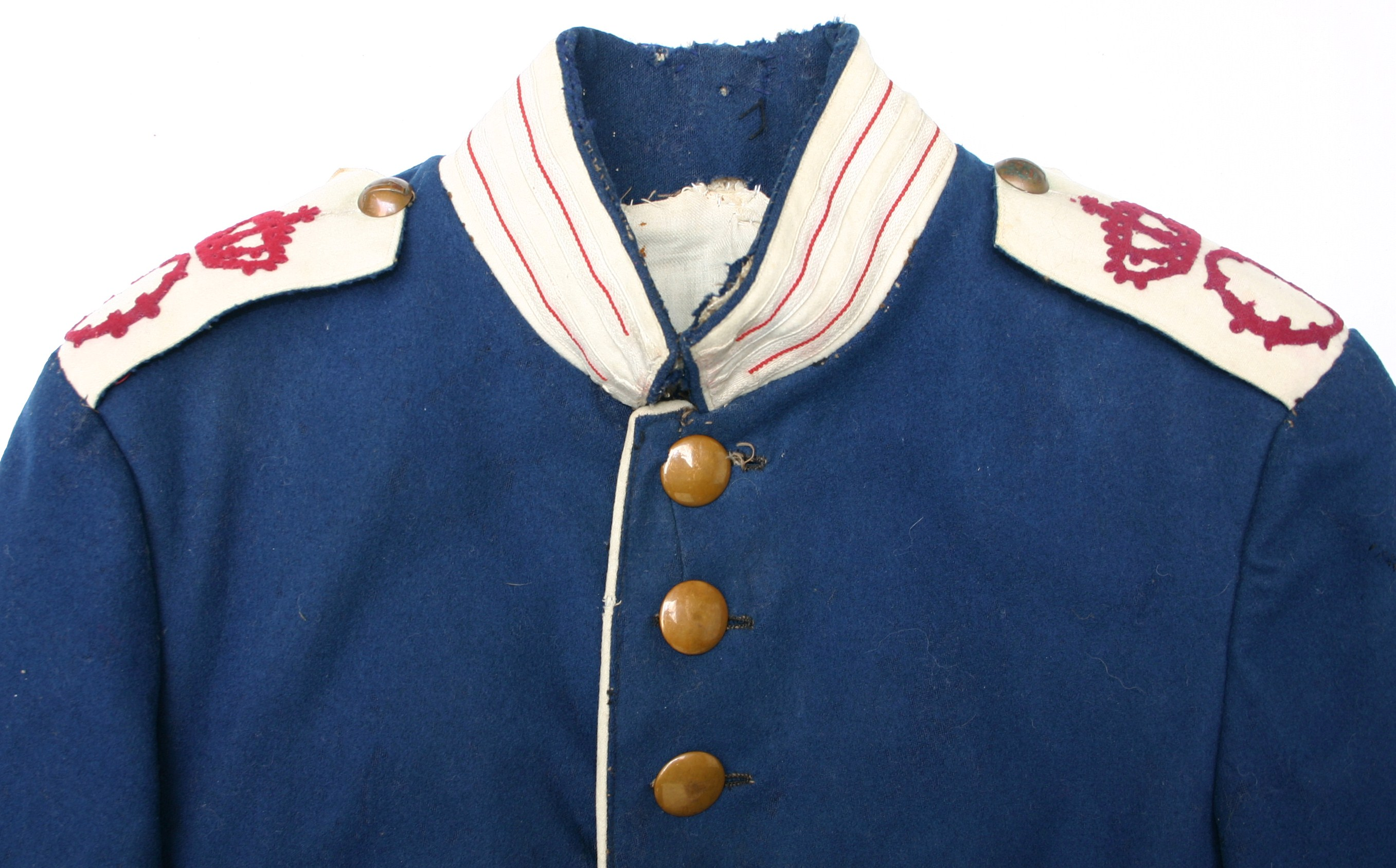
Kragen von einer Jacke des Dragonerregiments Königin Olga (1. Württembergisches) Nr. 25
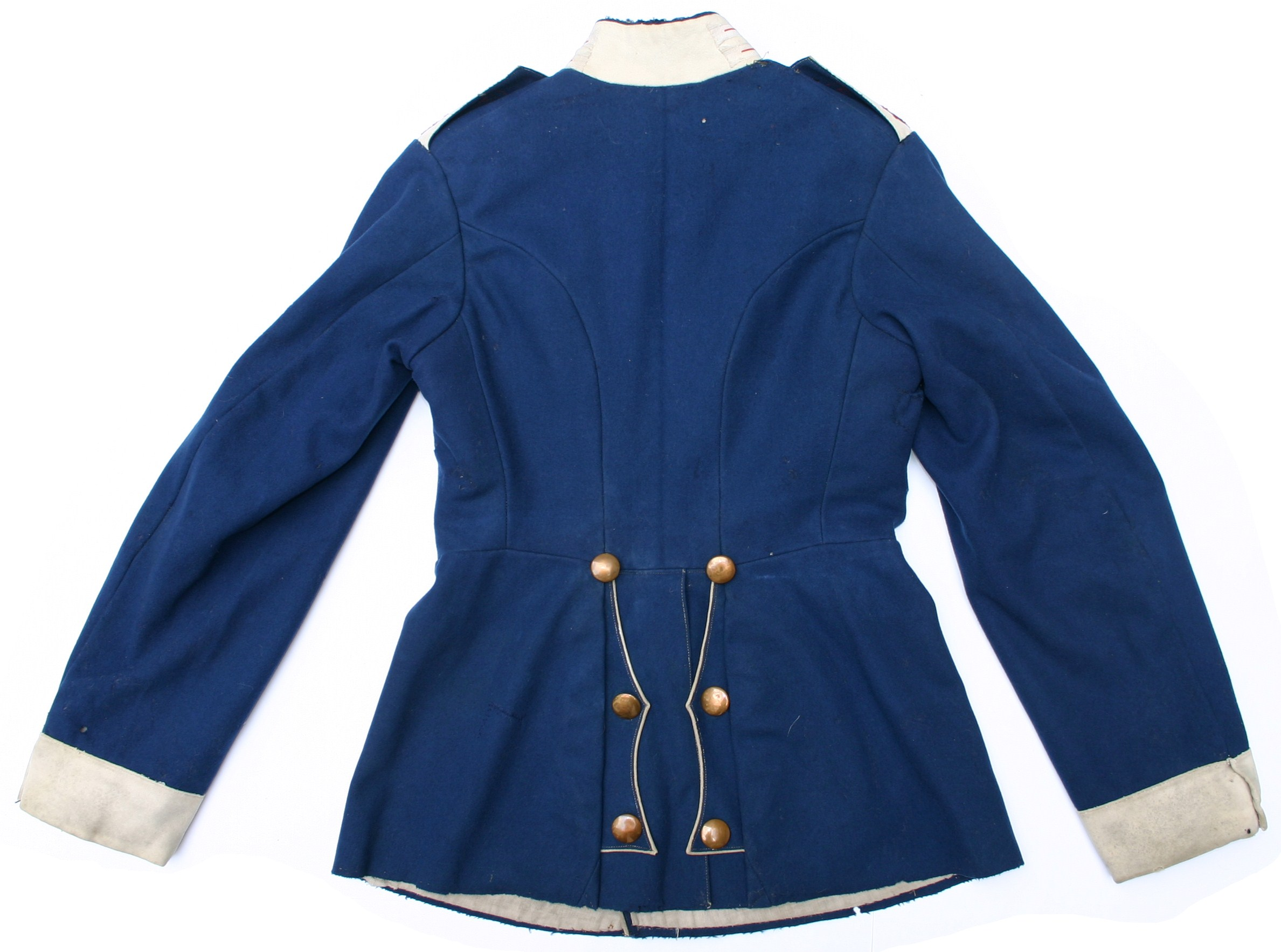
Rückseite von einer Jacke des Dragonerregiments Königin Olga (1. Württembergisches) Nr. 25
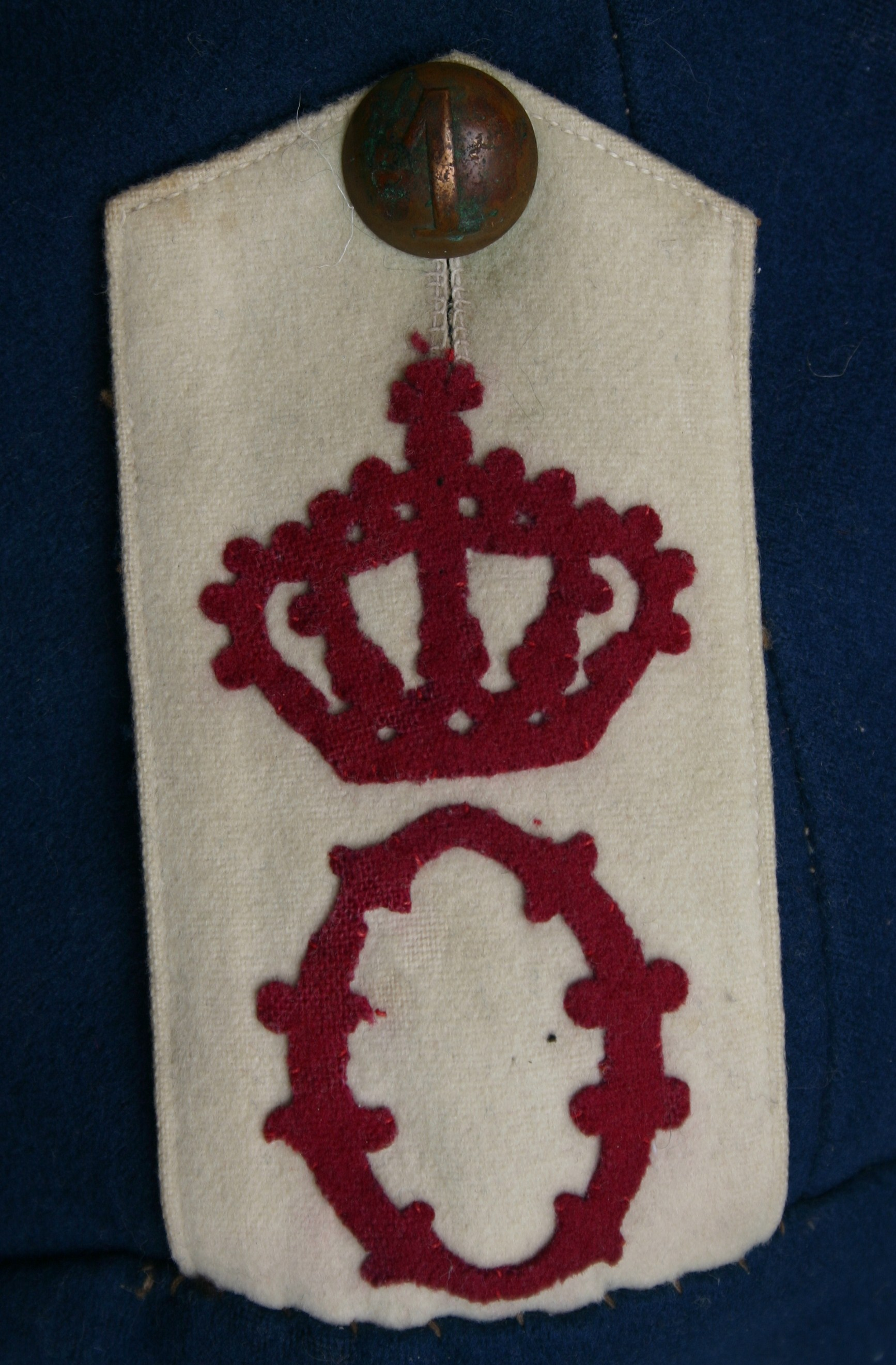
Dienstgradabzeich des Dragoner-Regiments Königin Olga (1. Württembergisches) Nr. 25
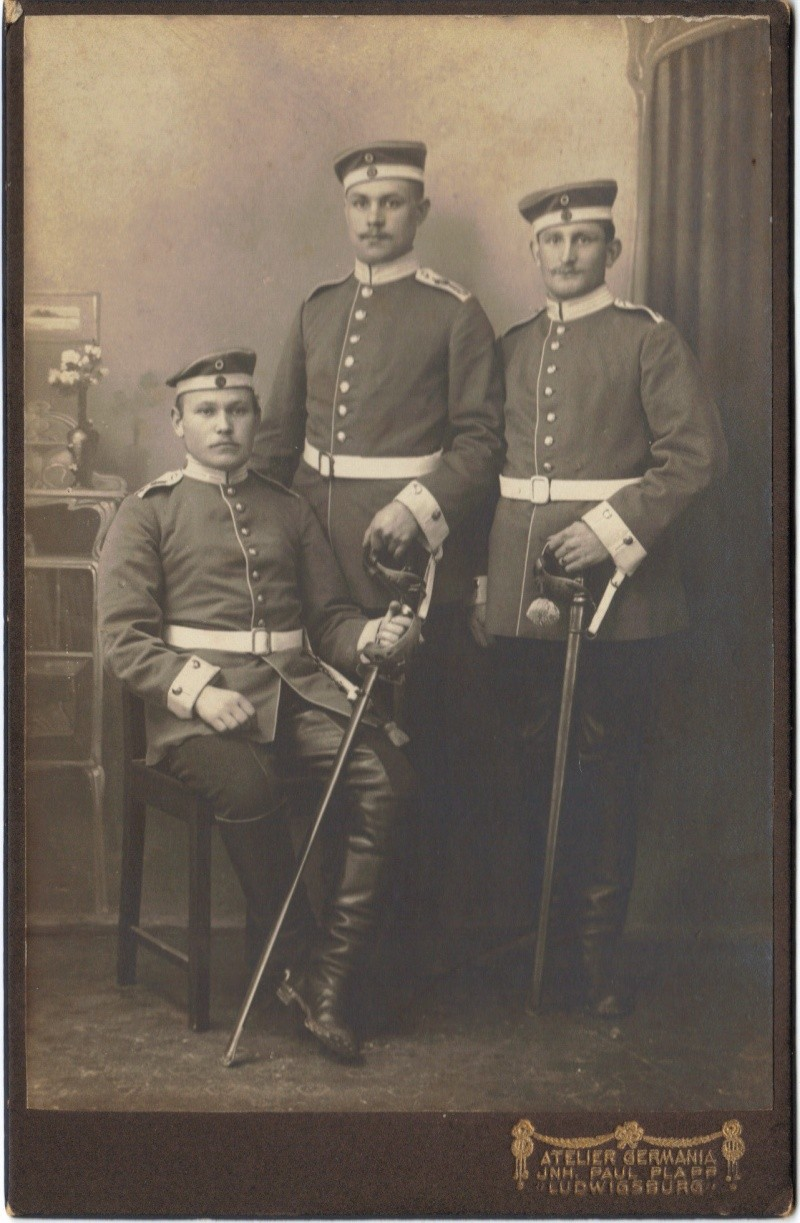
Soldaten des Dragonerregiments Königin Olga (1. Württembergisches) Nr. 25
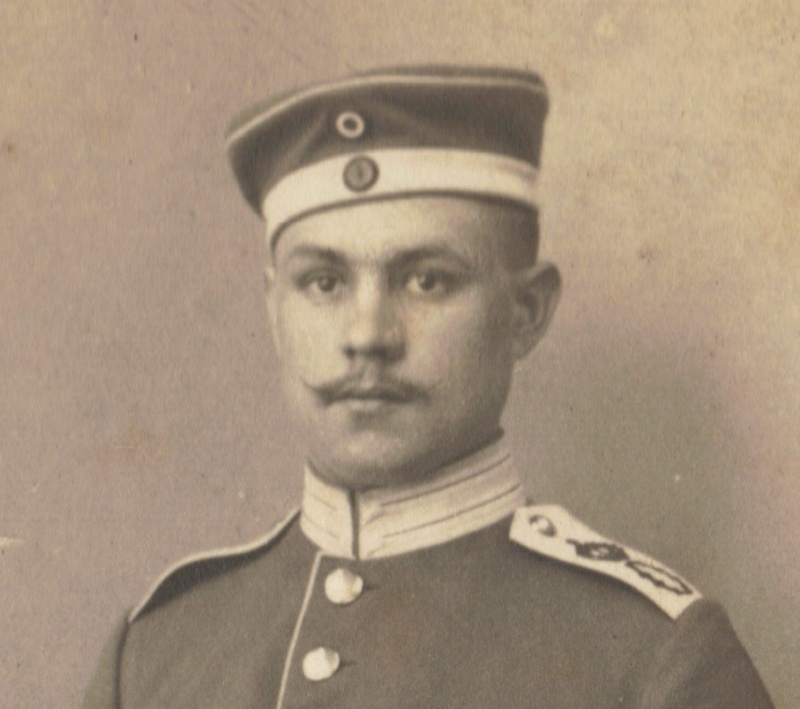
Soldat des Dragonerregiments Königin Olga (1. Württembergisches) Nr. 25

### Fahne
Wie bei allen Regimentern wurden am 4. Oktober 1818 die Fahnen durch Feldzeichen ersetzt, die durch Höchste Ordre vom 3. September 1851 wieder durch neue Standarten ersetzt wurden. Jede Eskadron erhielt eine Standarte aus burgunderrotem Tuch mit orangen Fransen an allen Seiten. In der Mitte der einen Seite befand sich der gold-gelbe gekrönte Namenszug „W“, die andere Seite das von einem gelben Hirsch und einem schwarzen Löwen gehaltene württembergische Wappen, auf blauem Devisenband die Inschrift „Furchtlos und trew“ sowie das weiße Kreuz des Militärverdienstordens.

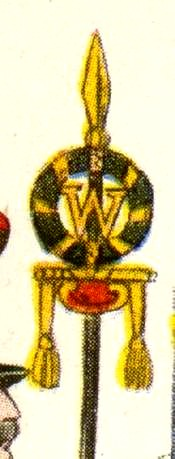
Württembergische Feldzeichen 1818
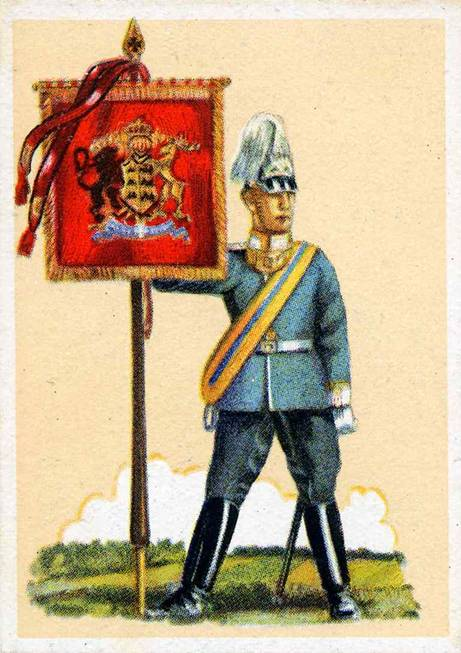
Standarte des Regiments 1851
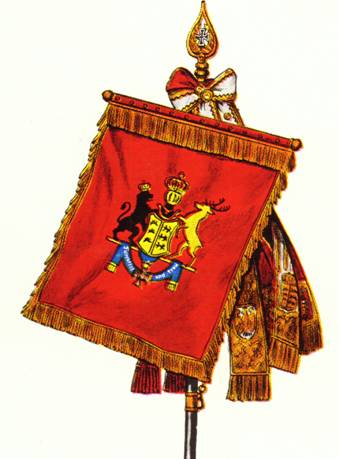
Standarte des Regiments 1851

## Sonstiges
Den Kaiserpreis für Dauerritte gewannen die Leutnante Frhr. von Lindenfeld (dreimal), Frhr. von Gültingen, von Körber.
Im Juli 1898 führte das ganze Offizierkorps des Regiments einen viertägigen Dauerritt nach Friedrichshafen und zurück ausschließlich auf Dienstpferden und ohne Ausfälle durch: 1. Tag 125 km, 2. Tag 58 km, 3. Tag Ruhetag, 4. Tag 190 km.

### Personen im Regiment
À la suite:
- ab 25. Februar 1840 Graf Alexander von Württemberg (*. 5. November 1801 in Kopenhagen; † 7. Juli 1844), 18. Juli 1837 als Oberstleutnant ins Regiment, 26. September 1838 Oberst,
- ab 4. August 1871 Rittmeister August Jaromir von Gleich (* 14. Juli 1832; † 1. April 1892)
- ab 6. März 1889 Oberst Franz Paul Herzog von Teck (* 27. August 1837; † 21. Januar 1900)
- ab 10. April 1906 Oberst Prinz Ernst von Sachsen-Weimar-Eisenach
- ab 10. September 1908 als Oberst Herzog Wilhelm Karl von Urach

Sonstige
- Karl Wilhelm Friedrich von Veiel (* 23. September 1817; † 11. März 1890) kam 20. Mai 1839 als Unterleutnant ins Regiment, 15. Juni 1846 als Oberleutnant ins 1. Reiter-Regiment, 30. Januar 1854 Rittmeister, 5. April 1866 Major, 11. Juni 1866 ins Regiment zurück, 13. September 1866 ins 2. Reiter-Regiment, 15. Dezember 1866 Oberstleutnant und Kommandeur dieses Regiments, 13. Mai 1868 Oberst, 20. Juli 1870 Kommandeur der Ersatzreiterei, 5. März 1811 zur Disposition gestellt. 5. März 1881 Charakter als Generalmajor.
- Karl Albert von Knoerzer (* 10. Mai 1858 in Stuttgart; † 4. Juni 1932 in Stuttgart) kam am 30. Juni 1882 als Premierleutnant in das Regiment. Weiterer Werdegang: 29. März 1892 Hauptmann im Großen Generalstab, 24. November 1892 Rittmeister und Flügeladjutant des Königs, 23. Februar 1895 als Eskadronschef in das Regiment zurück, 24. Februar 1897 Major, 10. September 1897 im Großen Generalstab, dann im Stab der 27. Division (2. Königlich Württembergische), danach Lehrer an der Militärakademie und Abteilungsleiter im Großen Generalstab, 18. April 1906 Oberstleutnant, 10. März 1904 Kommandeur Ulanen-Regiment „König Wilhelm I.“ (2. Württembergisches) Nr. 20, 10. April 1906 Oberst, 25. Februar 1909 Kommandeur der 27. Kavallerie-Brigade (2. Württembergische), 20. April 1910 Beförderung zum Generalmajor, 18. Dezember 1912 Inspekteur der IV. Kavallerieinspektion, 3. Februar 1913 Beförderung zum Generalleutnant, am 27. Juni 1914 zur Disposition gestellt. Mit Ausbruch des Ersten Weltkrieges am 2. August 1914 Kommandeur der 30. Reserve-Division, 18. Januar 1916 Kommandeur 54. Reserve-Division (2. Königlich Württembergische), Juli 1917 Kommandeur 7. (württ.) Landwehr-Division, 15. Februar 1918 Kommandierender General des Korps Knoerzer[4], 25. Februar 1918 Charakter als General der Kavallerie. Am 3. Oktober 1918 wurde das Korps Knoerzer aufgelöst, General von Knoerzer übernahm wieder das Kommando über die 7. (Württ.) Landwehr-Division.
- Hermann Karl Friedrich Reinhard Frhr. von Röder (* 14. April 1856; † ??), kam 9. Juni 1884 als Premierleutnant ins Regiment, 8. Mai 1889 Rittmeister, 17. Januar 1891 ins Ulanen-Regiment „König Karl“ (1. Württembergisches) Nr. 19, 24. September 1892 Flügeladjutant des Königs, 23. Februar 1885 Major, 18. Oktober 1897 Dragoner-Regiment Nr. 2, 16. Juni 1901 Oberstleutnant und Kommandeur Kurmärkisches Dragoner-Regiment Nr. 14, 17. Mai 1904 Oberst, später Kommandeur 33. Kavallerie-Brigade.

## Verweise